# (17972) Ascione
(17972) Ascione (1999 JH51) – planetoida z pasa głównego asteroid okrążająca Słońce w ciągu 4,5 lat w średniej odległości 2,72 j.a. Odkryta 10 maja 1999 roku.